# 刘亚球
刘亚球（1904年11月2日—1984年2月），男，湖南衡山人，中华人民共和国政治人物，曾任湖南省总工会副主席，湖南省政协副主席，第五届全国政协委员。